# (34901) Mauna Loa
2699 P-L (asteroide 34901) é um asteroide da cintura principal. Possui uma excentricidade de 0.19844490 e uma inclinação de 0.37376º.
Este asteroide foi descoberto no dia 24 de setembro de 1960 por Cornelis Johannes van Houten e Ingrid van Houten-Groeneveld e Tom Gehrels em Palomar.